# Корабль-ловушка

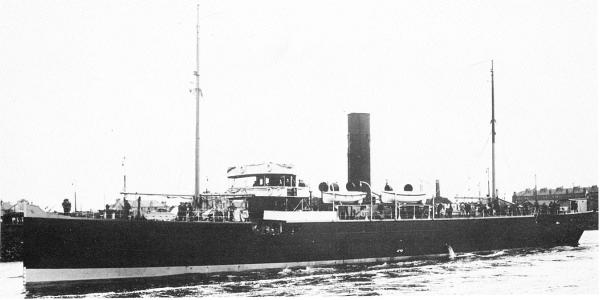
HMS Tamarisk, британский корабль-ловушка Первой мировой войны

Корабль-ловушка или судно-ловушка (англ. Q-boat, decoy vessel, mystery ship) — корабль, имеющий скрытое мощное вооружение и внешне выглядящий как торговое судно. В мировые войны использовался для провоцирования подводных лодок на всплытие и атаку с поверхности. Это давало кораблю шанс уничтожить подлодку ответным огнём.
В Первую мировую войну корабли-ловушки использовались Королевским военно-морским флотом, а также в меньшей степени Кайзерлихмарине. Во время Второй мировой войны они применялись как британцами, так и ВМС США.

## Использование до XX века
HMS Kingfisher (1675) был специально разработан для противодействия атакам берберских пиратов на Средиземноморье. Замаскированный под торговое судно, он прятал пушки за фальшь-панелями. Кроме того корабль был оснащён различными средствами изменения внешнего вида.
Во время Французских революционных войн французский бриг, замаскированный под торговое судно с большей частью экипажа, укрытой на нижней палубе, был уничтожен капером Vulture из Джерси.

## Первая мировая война
К 1915 году Британии отчаянно требовались меры противодействия немецким подводным лодкам, которые наносили урон морским коммуникациям. Использование конвоев, которые доказали свою эффективность ранее, было отвергнуто из-за нехватки у Адмиралтейства ресурсов и несогласия независимых капитанов. Глубинные бомбы того времени были сравнительно примитивны, и практически единственный шанс потопить подводную лодку заключался в её обстреле из орудий или таране на поверхности. Главной сложностью было выманить подводную лодку из-под воды.
Для этой цели были предложены корабли-ловушки, один из наиболее секретный проектов той войны. Их английское кодовое обозначение — Q-boat — произошло от названия порта приписки — Куинстаун (англ. Queenstown) в Ирландии. В Германии их стали называть U-Boot-Falle («ловушка для подлодок»). Такой корабль внешне казался беззащитной целью, но в действительности имел скрытое вооружение. Типичный корабль-ловушка выглядел как грузовой пароход, плывущий в одиночестве в зоне действия подводных лодок. Представляясь подходящей мишенью для палубного орудия, он мог спровоцировать капитана подлодки на атаку с поверхности вместо использования торпед, запас которых был ограничен. Грузом кораблей-ловушек было лёгкое дерево (бальса или пробка) или пустые деревянные ящики, что даже при торпедировании позволяло оставаться на плаву, продолжая провоцировать подводную лодку к всплытию для использования палубного орудия. Экипаж корабля-ловушки мог даже имитировать эвакуацию, но как только подлодка всплывала, камуфляж снимался, и замаскированные им орудия открывали огонь. В тот же момент поднимался военно-морской флаг Великобритании. Благодаря элементу неожиданности подводная лодка могла быть быстро уничтожена.
Первая победа была одержана кораблём-ловушкой 23 июня 1915 года, когда у Аймута была потоплена подводная лодка U-40. Совместную атаку провели британская подводная лодка HMS C24 и корабль-ловушка Taranaki под командованием лейтенанта Фредерика Генри Тейлора. Первого самостоятельного успеха добился корабль-ловушка Prince Charles под командованием лейтенанта Марк-Вордлоу, который 24 июля 1915 года уничтожил подлодку U-36. Гражданский экипаж корабля получил денежное вознаграждение. В следующем месяце перестроенный рыболовный траулер, получивший имя Inverlyon, успешно атаковал UB-4 вблизи Грейт-Ярмута. Inverlyon был парусным судном, не оснащённым двигателем, имевшим на вооружении 47-мм орудия. Экипаж сделал 9 залпов с близкой дистанции, потопив немецкую лодку со всем экипажем, несмотря на попытки спасти одного выжившего немецкого подводника.
19 августа 1915 года HMS Baralong под командованием лейтенанта Годфри Герберта потопил U-27, вышедшую на позицию атаки против находившегося поблизости торгового судна. Около десяти моряков с подводной лодки поплыли в сторону торгового судна. Герберт, якобы опасаясь, что они могут его потопить, приказал расстрелять выживших и отправил десант с приказом убить всех, кто успеет подняться на борт. Инцидент стал известен как «Случай с „Баралонгом“».
HMS Farnborough (Q-5) потопил 22 марта 1916 года подводную лодку U-68. Капитан корабля-ловушки Гордон Кэмпбелл был награждён Крестом Виктории. Новозеландцы лейтенант Эндрю Блэр Дугалл и суб-лейтенант Уильям Эдвард Сандерс на корабле-ловушке Helgoland (Q-17) столкнулись сразу с тремя подводными лодкам в полный штиль, без двигателя и без связи. Вынужденно открыв ответный огонь раньше времени, они смогли потопить одну подлодку и увернуться от двух торпедных атак. Сандерс был произведен в капитан-лейтенанты, его последним кораблём стал корабль-ловушка HMS Prize. 30 апреля 1917 года Сандерс был награждён Крестом Виктории за схватку с U-93. Считалось, что лодка утонула, но в действительности ей удалось спастись. Сандерс погиб 14 августа 1917 года вместе с кораблём, который был опознан по описанию выживших моряков с U-93 капитаном немецкой подводной лодки U-43 и уничтожен двумя торпедами.

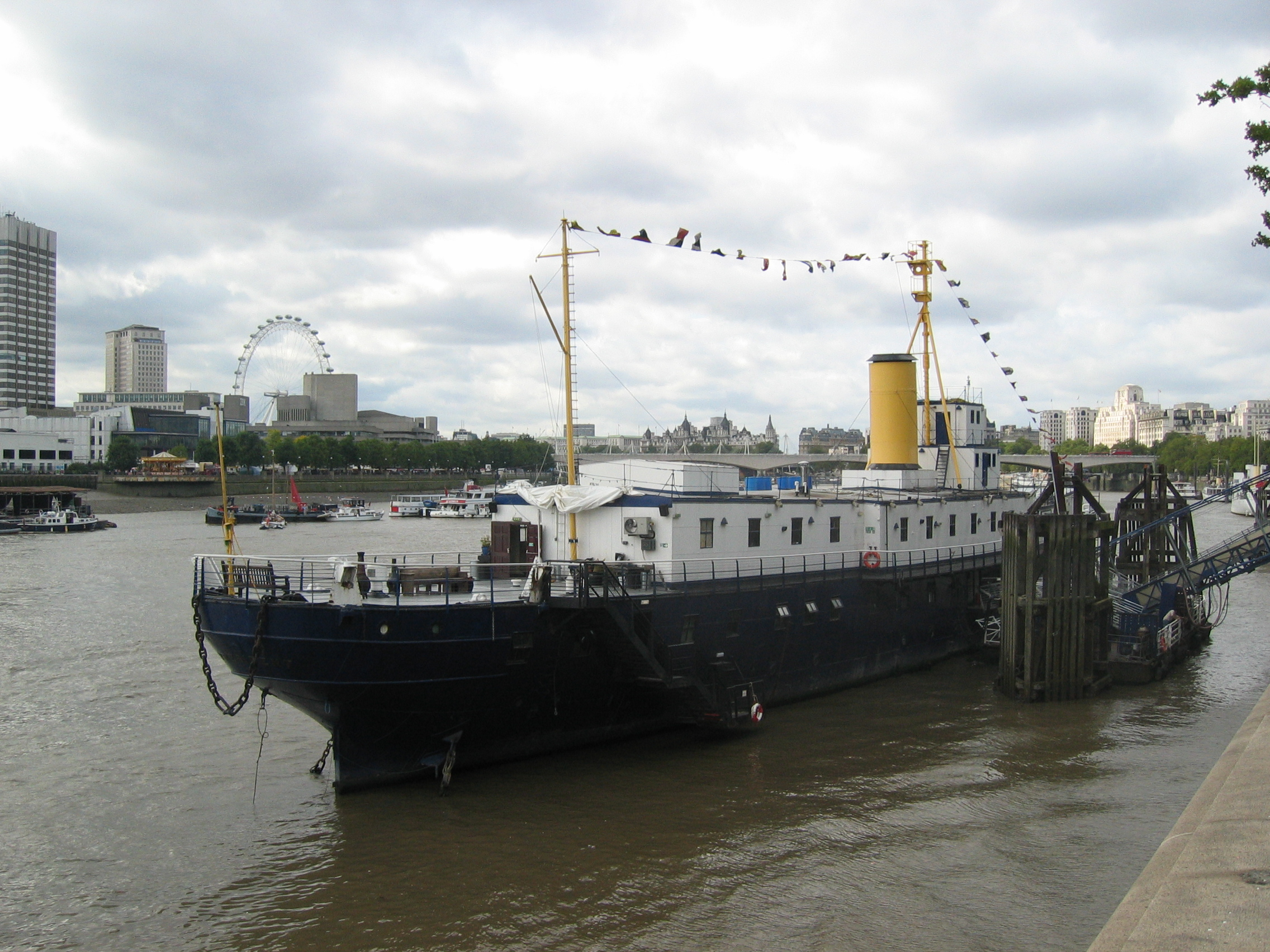
HMS President на Темзе

Общее количество кораблей-ловушек в британском флоте могло достигать 366, из которых 61 были потеряны. После войны был сделан вывод, что корабли-ловушки в значительной мере переоценены и отвлекали квалифицированных моряков от других обязанностей, при этом количество потопленных подводных лодок противника оказалось недостаточным, чтобы оправдать эту тактику. В общей сложности в 150 сражениях британские корабли-ловушки уничтожили 14 немецких подводных лодок и повредили 60, собственные потери составили 27 из 200. На долю кораблей-ловушек приходится около 10 % всех потопленных немецких подводных лодок, что ниже эффективности обычных минных полей.
Кайзерлихмарине использовало шесть кораблей-ловушек во время морской войны на Балтийском море. Успеха в уничтожении вражеских подводных лодок они не добились. Необычной тактикой немцев было буксирование замаскированным судном подводной лодки, однако на практике она так и не была применена.
При активизации германских подводных лодок на Чёрном море в кампанию 1916 года в качестве одной из мер противодействия русское командование тоже обратилось к опыту применения судов-ловушек, оборудовав под них две шхуны. Известен только один случай боевого столкновения: 2 мая 1916 года в районе Евпатории переоборудованная под ловушку шхуна «Сергей» атаковала артиллерийским огнём германскую подлодку UB-7, но противник успел быстро погрузиться и тем самым избежал попаданий.
До сегодняшнего времени сохранился бывший корабль-ловушка HMS Saxifrage, в который в 1918 году был переоборудован шлюп типа Flower. В 1922 году он был переименован в HMS President и использовался лондонским дивизионом Королевского флота до 1988 года. Впоследствии корабль был продан в частные руки и в настоящее время пришвартован в Кингс-Рич на Темзе.

## Вторая мировая война

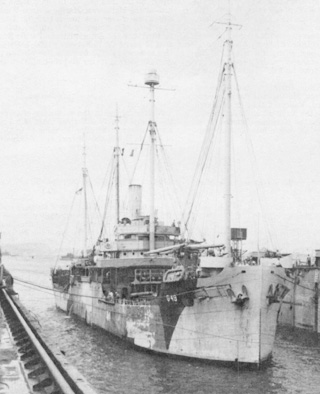
USS Anacapa. Щитки позади якорей скрывают трёхдюймовые орудия

Во Второй мировой войне Германия использовала несколько кораблей-ловушек, в том числе «голландский» корабль «Атлантис», который потопил несколько судов общим водоизмещением 145 960 т, в том числе норвежский танкер Tirranna 10 июня 1940 года.
Королевский флот подготовил в сентябре—октябре 1939 года девять кораблей-ловушек для работы в Северной Атлантике:
- 610-тонный HMS Chatsgrove (X85), ранее PC-74 (1918);
- 5072-тонный HMS Mounder (X28), ранее King Gruffyd (1919);
- 4443-тонный HMS Prunella (X02), ранее экс-мCape Howe (1930);
- 5119-тонный HMS Lambridge (Х15), ранее Botlea (1917);
- 4702-тонный HMS Edgehill (X39), ранее Willamette Valley (1928);
- 5945-тонный HMS Brutus (Х96), ранее City of Durban (1921);
- 4398-тонный HMS Cyprus (X44), ранее Cape Sable (1936);
- 1030-тонный HMS Looe (X63), ранее Beauty (1924);
- 1090-тонный HMS Antoine (X72), ранее Orchy (1930).

Prunella и Edgehill были торпедированы и потоплены 21 и 29 июня 1940 года соответственно, так и не увидев немецкую подводную лодку. Оставшиеся суда были перепроданы в марте 1941 года, не выполнив ни одной успешной миссии.
Последним кораблём-ловушкой Королевского флота стал 2456-тонный HMS Fidelity, который в сентябре 1940 года был оснащён противоторпедной сетью, четырьмя 4-дюймовыми орудиями, четырьмя торпедными аппаратами, двумя гидросамолётами OS2U «Кингфишер» и торпедным катером 105. Fidelity имел французский экипаж. Он был потоплен U-435 30 декабря 1942 года во время атаки на конвой ON-154.
К 12 января 1942 года разведка Британского Адмиралтейства отметила «высокую концентрацию» подводных лодок у «североамериканского побережья от Нью-Йорка до мыса Рейс» и сообщила эти сведения ВМС США. В этот день U-123 под командованием капитан-лейтенанта Рейнхарда Гардегена торпедировала британский пароход Cyclops, что дало старт операции Paukenschlag. Капитаны подводных лодок обнаружили побережье США живущим по законам мирного времени: в городах не соблюдалось затемнение, навигационные буи не были отключены, суда следовали обычными маршрутами с обычными огнями. Атака немцев застала американцев врасплох.
Потери быстро нарастали. 20 января 1942 года верховный главнокомандующий ВМС США направил секретную депешу командующему на Восточной морской границе, требуя немедленного рассмотрения возможности оборудования кораблей-ловушек в качестве противолодочной меры. В результате появился Project LQ.

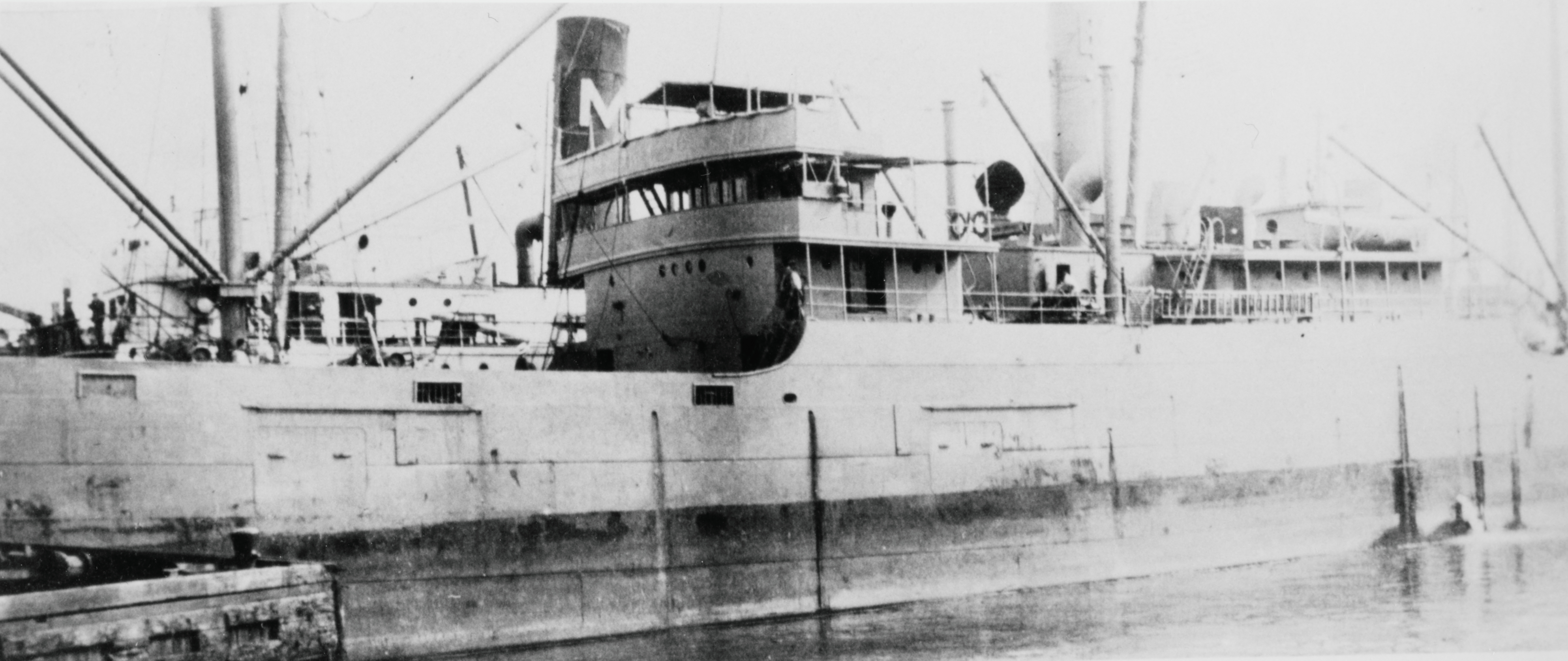
USS Carolyn, он же USS Atik AK-101

Было приобретено и тайно переоборудовано на Портсмутской верфи пять судов:
- траулер MS Wave, некоторое время служивший как минный тральщик USS Eagle (AM-132), затем ставший USS Captor (PYC-40);
- сухогруз SS Evelyn, ставший USS Asterion (AK-100);
- сухогруз SS Carolyn, ставший USS Atik (AK-101);
- танкер SS Gulf Dawn, ставший USS Big Horn;
- шхуна Irene Myrtle, ставшая USS Irene Forsyte (IX-93).

Служба всех пяти кораблей оказалась почти полностью неудачной и очень короткой. USS Atik затонул в свой первый патруль; в 1943 году все корабли-ловушки прекратили патрулирование.
На Тихом океане американцы также использовали корабли-ловушки. Одним из них был USS Anacapa, переоборудованный из лесовоза Coos Bay в рамках проекта Love William. Anacapa не достиг успеха в поисках вражеских подводных лодок, хотя, как считается, им были повреждены глубинными бомбами две дружественные подлодки, оказавшиеся в зоне патрулирования корабля. Anacapa также прекратил службу в качестве корабля-ловушки в 1943 году и оставшуюся часть Второй мировой войны использовался в качестве вооруженного транспорта в южной части Тихого океана и в районе Алеутских островов.
Единственным японским судном-ловушкой, о котором имеются подробные сведения, являлось переоборудованное торговое судно «Дели‑мару» водоизмещением в 2000 тонн. Оно имело бомбометы, замаскированные орудия, гидролокатор и дополнительные водонепроницаемые переборки для сохранения плавучести и боеспособности при попадании в него одной‑двух торпед. Оно также имело специальное оборудование для детонации магнитных взрывателей торпед на безопасном от судна расстоянии. Экипаж «Дели‑мару» был укомплектован личным составом японского военно‑морского флота. Однако в ходе первого же рейса в ночь на 15 января 1944 года в сопровождении двух кораблей охранения «Дели‑мару» было потоплено американской подлодкой USS Swordfish (SS-193), поразившего его тремя торпедами.
Отмечен также случай применения судна-ловушки немцами против советских торпедоносцев на Балтике. 15 августа 1944 года группа в составе торпедоносца и двух «топмачтовиков», атаковавшая одиночный транспорт, следовавший без охранения через контролируемый ими район, была встречена плотным зенитным огнём, при этом выпущенная торпедоносцем торпеда, имевшая глубину хода всего в 2 метра, прошла под килем цели. Последовавший анализ позволил советскому командованию сделать вывод, что в качестве их противника выступала замаскированная под транспорт плавучая батарея, имевшая мощное вооружение и малую осадку, так что лишь сильное волнение на море, не позволившее немецким зенитчикам вести прицельный огонь, спасло атаковавшие самолёты от уничтожения.
В ВМФ СССР известен один случай использования судна-ловушки на Балтийском флоте, переоборудованной в июле 1941 года из эстонской шхуны «Хийусаар» (командир старший лейтенант М. Е. Племянников) и вооружённой 2 полуавтоматическими пушками 21-К и 2 12,7 пулемётами ДШК. В июле—августе 1941 года шхуна патрулировала вдоль финского побережья Финского залива и в одном из походов обнаружила подводную лодку противника, которая при виде шхуны погрузилась и более не появлялась. «Хийусаар» погибла в Таллинском переходе 29 августа 1941 года.

## Современное использование
Нападения на торговые корабли со стороны сомалийских пиратов позволили некоторым экспертам по безопасности предложить вновь использовать корабли-ловушки.

## В культуре
В романе Эрнеста Хемингуэя «Острова в океане» главный герой Томас Хадсон командует кораблём-ловушкой ВМС США, патрулирующим воды у Кубы в поисках выживших с затонувшей немецкой подводной лодки.
Малькольм Лоури в романе Under the Volcano (1947) рассказывает историю Джеффри Фирмина, страдающего алкоголизмом британского консула в небольшом мексиканском городке Куэрнавака. Герой вспоминает, как, будучи морским офицером во время Первой мировой войны, он был предан военному суду и впоследствии награждён за свои действия на борту корабля-ловушки (пленные немецкие офицеры были якобы заживо сожжены в топке).
В романе Джеймса Х. Кобба Phantom Force (2005) главная героиня Аманда Ли Гаррет командует современным кораблём-ловушкой ВМС США. В отличие от других подобных кораблей, он не является переоборудованным торговым судном, а изначально построен как военный корабль, выглядящий как балкер. Главная палуба корабля может быть превращена в посадочную полосу. Судно способно нести на борту несколько вертолетов и десантных кораблей, которые хранятся в грузовом трюме. В романе судно используется для влияния на ход военного переворота в Индонезии при официальном невмешательстве США.
В романе Невила Шюта Lonely Road (1932) главный герой, Малькольм Стивенсон, — лейтенант Королевского флота, служивший на корабле-ловушке Jane Ellen и потопивший немецкую подводную лодку во время Первой мировой войны.
В кинофильме 1937 года «Мрачное путешествие» режиссёра Виктора Сэвилла показаны успешные действия корабля-ловушки против немецкой подлодки во время Первой мировой войны.

В первых главах романа Виктора Гюго «Девяносто третий год» описан морской бой английского корабля-ловушки «Клеймор» с французской эскадрой. 
«Этот корабль, значившийся в списках английского морского ведомства под названием „Клеймор“, на первый взгляд казался обычным транспортным судном, хотя в действительности являлся военным корветом. По виду это было прочное, тяжеловесное торговое судно, но горе тому, кто доверился бы внешним приметам. При постройке „Клеймора“ преследовалась двоякая цель — хитрость и сила: если возможно — обмануть, если необходимо — драться.» 
В романе Валентина Пикуля  «Океанский патруль» 1954 года советское командование переделывает парусную шхуну в корабль-ловушку «Шкипер Сорокоумов». Описан бой шхуны с гитлеровской подлодкой.   

### В фантастике
Вместе с другими военно-морскими концепциями идея с корабля-ловушки перешла в фантастические произведения о космосе.
Корабли-ловушки играют заметную роль в книгах Дэвида Вебера о Виктории Харрингтон. Харрингтон уничтожает корабль-ловушку в первом романе, «Космическая станция Василиск», и командует эскадрой кораблей-ловушек в шестом романе, «Меж двух огней». Младший офицер в подчинении Харрингтон, капитан Томас Бахфиш, командует двумя частными кораблями-ловушками в десятой книге серии, «Война Хонор».
В сериале «Звездный путь: Глубокий космос 9», эпизод «Возвращение к славе», майор Кира и Гал Дукат превращают кардассианский транспортник в корабль-ловушку, чтобы преследовать клингонов, которые разрушили форпост.